# Колеж по енергетика и електроника
Колежът по енергетика и електроника в София е висш колеж в структурата на Техническия университет, София.
Предлага тригодишно обучение за придобиване на образователно-квалификационната степен „професионален бакалавър“. Колежът е със седалище в София. Разположен е в 3 бази – в София (изцяло на основната територия на ТУ), Ботевград и Козлодуй.

## История
От 1987 г. до основаването на колежа обучението се провежда в 3 полувисши института, разположени в София, Ботевград и Козлодуй. След приемането на Закона за висшето образование през 1995 г. институтите са обединени в общото училище Обединен технически колеж (със седалище в София) в структурата на столичния Технически университет.
Академичният съвет на ТУС го преименува на Колеж по енергетика и електроника през 2008 г.

## Специалности
Колежът има 3 катедри, всяка от които обучава по отделна специалност.
| Катедра                                        | Специалност                                        |
| ---------------------------------------------- | -------------------------------------------------- |
| „Енергетика и машиностроене“                   | „Промишлена топлоенергетика“                       |
| „Електроенергетика и автоматика“               | „Електроенергетика – производство и разпределение“ |
| „Електроника, компютърни системи и технологии“ | „Приложна електронна и компютърна техника“         |

## Ботевградски клон
Ботевградският клон на Колежа е разположен в западната част на града, край градския парк. Самият колеж също разполага с голям парк, който понастоящем не се поддържа и е изпълнен с диворастящи растения. Училищната територия има дълга история, през която е принадлежала на различни училища. През 1910 г. там е открито Девическото земеделско училище. След това е преустроявано последователно като Девическа земеделска гимназия, Селскостопански техникум, Техникум по икономика на селското стопанство.
Накрая имотът е придобит от Обединения технически колеж от Техническия университет в София.